# Ranunculus sjoersii
Ranunculus sjoersii är en ranunkelväxtart som först beskrevs av Julin och Nannf., och fick sitt nu gällande namn av S. Ericsson. Ranunculus sjoersii ingår i släktet ranunkler, och familjen ranunkelväxter. Inga underarter finns listade i Catalogue of Life.